# Zombie Night
Zombie Night (br: Noite dos Zumbis) é um telefilme de terror produzido nos Estados Unidos em 2013, co-escrito por Richard Schenkman e Keith Allan dirigido por John Gulager.
O filme estreou no canal Syfy nos Estados Unidos em 26 de outubro de 2013, e foi lançado em DVD em 10 de dezembro de 2013.

## Sinopse
Duas famílias em uma pequena cidade americana enfrentam zumbis em uma longa noite de terror, divididos entre ajudar uns aos outros e salvar-se.

## Elenco
- Anthony Michael Hall ... Patrick
- Daryl Hannah ... Birdy
- Alan Ruck ... Joseph